# Gaedonea
Gaedonea là một chi bướm đêm thuộc họ Erebidae.